# Kacper Ławski

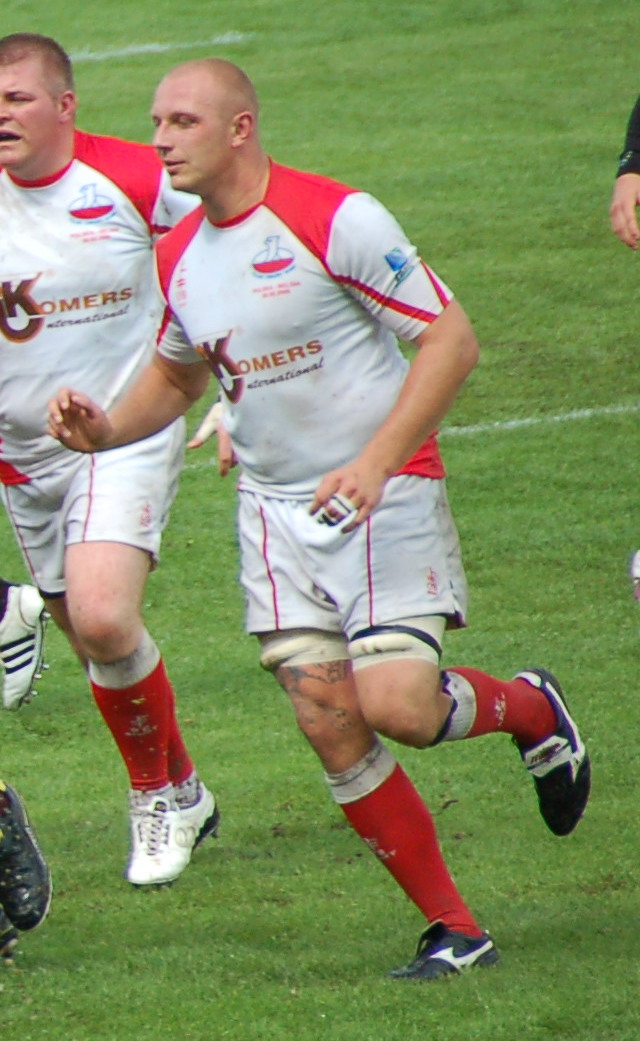
Ławski w meczu reprezentacji

Kacper Ławski (ur. 11 maja 1985 r. w Łodzi) – polski rugbysta występujący w II lub III linii młyna we francuskim klubie SO Givors. Reprezentant Polski.

## Kariera klubowa
Ławski jest wychowankiem Budowlanych Łódź, do których dołączył w 1995 roku. Już dwa lata później zdobył pierwszy złoty medal, wywalczony podczas Mistrzostw Polski Dzieci i Młodzieży. W 1999 roku, w tej samej kategorii, drużyna Budowlanych z Ławskim w składzie zdobyła drugie miejsce. Także występy w kolejnych pod względem wieku drużynach obfitowały w sukcesy. Wśród kadetów zdobył medale: złoty (2001) i brązowy (2002), a wśród juniorów złote medale równolegle w odmianie piętnastoosobowej i siedmioosobowej (w obu odmianach w 2003 i 2004 roku).
Wśród seniorów zadebiutował 4 września 2004 roku w meczu I ligi z drużyną Posnanii. Po zakończeniu rundy jesiennej Ławski znalazł się w najlepszej piętnastce polskich młodzieżowców, wytypowanej przez portal rugby.info.pl. W barwach łódzkich Budowlanych występował nieprzerwanie przez cztery kolejne sezony, zdobywając z tym klubem dwa złote (2005/06, 2006/07) oraz dwa srebrne medale (2004/05, 2007/08) mistrzostw Polski. W sezonie 2005/06 wraz z Budowlanymi zdobył także srebrny, a w sezonie 2006/07 brązowy medal mistrzostw Polski w rugby 7. Dodatkowo Ławski został wyróżniony poprzez nominację do tzw. drużyny marzeń za rok 2006.
W przerwie letniej w 2008 roku pojawiły się informacje, że Ławski przenosi się do Irlandii. Osteteczanie testy na Wyspach Brytyjskich zaowocowały umową z angielskim klubem Worthing R.F.C. Na jej mocy Polak został zawodnikiem klubu z National League Three South (czwarta klasa rozgrywkowa), jednak dołączył do jego składu dopiero w październiku, po rozegraniu kilku spotkań w polskiej lidze. W barwach Worthing Riders debiutował 8 listopada 2008 roku w przegranym meczu z Rosslyn Park. Swoje jedyne przyłożenie w siedemnastu meczach w Anglii, zdobył w meczu z Dings Crusaders. Ostatni mecz w angielskim klubie zagrał 25 kwietnia, a już 3 maja w barwach Budowlanych Łódź uzyskał przyłożenie, które pomogło drużynie zdobyć Puchar Polski. W kończącym się sezonie Budowlani ponownie okazali się najlepsi w Polsce, zdobywając tym samym klasyczny dublet.
Jesienią 2009 roku Ławski przebywał na testach w Benfice Lizbona. Wielokrotny mistrz Portugalii nie zdecydował się jednak na zatrudnienie łodzianina, który w związku z tym kolejny rok spędził w drużynie Budowlanych. Sezon zasadniczy zespół z Łodzi ponownie zakończył na pierwszym miejscu, a w finale spotkał się z Lechią Gdańsk. W niezwykle emocjonującym pojedynku, zakończonym wynikiem 19:16 (5 punktów Ławskiego), to łodzianie okazali się lepsi. Był to piąty tytuł w historii Budowlanych, a czwarty dla Kacpra Ławskiego. Po tym spotkaniu karierę sportową zakończył dotychczasowy kapitan Budowlanych – Maciej Pabjańczyk, a jego rolę wraz z nowym sezonem przejął Ławski. Oprócz długiego związku z klubem, jednym z argumentów przemawiających za takim wyborem była także jego charyzma i pozycja w drużynie. Przez cały sezon Ławski przekonywał swoją grę, że powierzenie mu funkcji kapitana było dobrym pomysłem – w klasyfikacji Expressu Ilustrowanego na najlepszego zawodnika łódzkiej drużyny zajął pierwsze miejsce zarówno na półmetku, jak i po zakończeniu rozgrywek. W przerwie zimowej, kiedy łódzki klub przechodził kłopoty organizacyjne, Ławskiemu oraz Tomaszowi Stępniowi zaproponowano kontrakty w gdańskiej Lechii, jednak ostatecznie do transferu nie doszło. W całym sezonie Ławski zdobył aż 60 punktów i doprowadził Budowlanych do dziewiątego z rzędu finału, w którym jednak łódzka drużyna uległa Arce Gdynia.
Przed rozpoczęciem sezonu 2011/12 rozegrany został finał Pucharu Polski, w którym zmierzyły się dwie najlepsze drużyny minionych rozgrywek ligowych. Tym razem z potyczki zwycięsko wyszli łodzianie. Był to ostatni mecz Ławskiego jako zawodnika Budowlanych, ponieważ dotychczasowy kapitan łódzkiego zespołu postanowił skorzystać z oferty gry we francuskiej lidze Fédérale 2 (czwarta klasa rozgrywkowa). Nowym klubem Ławskiego został CS Vienne, w którym występuje razem z kapitanem reprezentacji Polski, Kamilem Bobrykiem. Jednocześnie zawodnik zapowiedział, że po majowym zakończeniu sezonu swojego francuskiego klubu, jest gotów dołączyć do drużyny z Łodzi w końcowej fazie rozgrywek. W czerwcu 2012 wraz z zespołem wywalczył mistrzostwo ligi Fédérale 2
Obecnie zdyskwalifikowany na okres dwóch lat (28 stycznia 2014) przez Komisję Gier i Dyscypliny za naruszenie przepisów antydopingowych. 

### Statystyki
| Liczba punktów na sezon | Liczba punktów na sezon | Liczba punktów na sezon | Liczba punktów na sezon | Liczba punktów na sezon     |
| Sezon                   | L. m.                   | L. pkt.                 | Klub                    | Liga                        |
| ----------------------- | ----------------------- | ----------------------- | ----------------------- | --------------------------- |
| 2004/2005               | b.d.                    | 20                      | Budowlani Łódź          | I liga                      |
| 2005/2006               | b.d.                    | 20                      | Budowlani Łódź          | I liga                      |
| 2006/2007               | b.d.                    | 15                      | Budowlani Łódź          | I liga                      |
| 2007/2008               | b.d.                    | 35                      | Budowlani Łódź          | I liga                      |
| 2008/2009               | b.d.                    | 10                      | Budowlani Łódź          | I liga                      |
| 2008/2009               | 17                      | 5                       | Worthing R.F.C.         | National League Three South |
| 2009/2010               | b.d.                    | 20                      | Budowlani Łódź          | Ekstraliga                  |
| 2010/2011               | b.d.                    | 60                      | Budowlani Łódź          | Ekstraliga                  |
| 2011/2012               |                         |                         | CS Vienne               | Fédérale 2                  |

## Kariera reprezentacyjna
Kacper Ławski występował w reprezentacjach na wszystkich szczeblach wiekowych – w drużynach: kadetów (U-16), juniorów (U-18, uczestnik mistrzostw świata 2003, mistrz Europy 2003) oraz młodzieżowej (U-20, uczestnik mistrzostw Europy 2004).
W reprezentacji seniorów zadebiutował 29 października 2005 roku podczas rozgrywanego w Sopocie meczu z reprezentacją Andory. Swoje pierwsze punkty uzyskał w 16 kwietnia 2011 roku, kiedy to położył piłkę w polu punktowym reprezentacji Holandii. Obecnie jest podstawowym zawodnikiem kadry.
Ławski jest również reprezentantem Polski w odmianie siedmioosobowej.

### Statystyki
Stan na dzień 7 września 2013 r. Wynik reprezentacji Polski zawsze podany w pierwszej kolejności.
| Drużyna narodowa | Rok  | Mecze | Punkty |
| ---------------- | ---- | ----- | ------ |
| Polska           |      |       |        |
| 2005             | 3    | 0     |        |
| 2006             | 3    | 0     |        |
| 2007             | 3    | 0     |        |
| 2008             | 1    | 0     |        |
| 2009             | 4    | 15    |        |
| 2010             | 3    | 10    |        |
| 2011             | 5    | 5     |        |
| 2012             | 4    | 5     |        |
| 2013             | 4    | 0     |        |
| Suma             | Suma | 30    | 35     |

| Występy w reprezentacji Polski | Występy w reprezentacji Polski | Występy w reprezentacji Polski           | Występy w reprezentacji Polski | Występy w reprezentacji Polski | Występy w reprezentacji Polski |
| Lp.                            | Data                           | Stadion, miasto                          | Przeciwnik                     | Wynik                          | Zdobyte punkty                 |
| ------------------------------ | ------------------------------ | ---------------------------------------- | ------------------------------ | ------------------------------ | ------------------------------ |
| 1.                             | 29.10.2005                     | Stadion Ogniwa, Sopot                    | Andora                         | 18:14                          | 0                              |
| 2.                             | 13.11.2005                     | Estadio Nacional Complutense, Madryt     | Hiszpania                      | 12:68                          | 0                              |
| 3.                             | 8.04.2005                      | Stadion Orkana, Sochaczew                | Mołdawia                       | 13:27                          | 0                              |
| 4.                             | 23.04.2006                     | Nationaal Rugby Centrum, Amsterdam       | Holandia                       | 20:22                          | 0                              |
| 5.                             | 7.10.2006                      | Stadion Juvenii, Kraków                  | Andora                         | 54:8                           | 0                              |
| 6.                             | 18.10.2006                     | Makarska                                 | Chorwacja                      | 12:11                          | 0                              |
| 7.                             | 5.05.2007                      | Ryga                                     | Łotwa                          | 33:9                           | 0                              |
| 8.                             | 19.05.2007                     | Stadion Miejski, Siedlce                 | Malta                          | 36:3                           | 0                              |
| 9.                             | 27.10.2007                     | Stadion GOSiR, Gdynia                    | Chorwacja                      | 14:15                          | 0                              |
| 10.                            | 10.05.2008                     | Paola                                    | Malta                          | 29:16                          | 0                              |
| 11.                            | 16.05.2009                     | Stadion Dinamo                           | Mołdawia                       | 30:28                          | 0                              |
| 12.                            | 30.05.2009                     | Stadion Polonii, Warszawa                | Belgia                         | 14:3                           | 5 (P)                          |
| 13.                            | 12.09.2009                     | Stadion Spartak, Kijów                   | Ukraina                        | 12:19                          | 5 (P)                          |
| 14.                            | 25.09.2009                     | Stadion Polonii, Warszawa                | Czechy                         | 5:19                           | 5 (P)                          |
| 15.                            | 9.10.2010                      | Stadion ragby Císařka, Praga             | Czechy                         | 15:20                          | 10 (2P)                        |
| 16.                            | 13.11.2010                     | Narodowy Stadion Rugby, Gdynia           | Mołdawia                       | 25:36                          | 0                              |
| 17.                            | 20.11.2010                     | Feldgerichtstraße, Frankfurt nad Menem   | Niemcy                         | 22:17                          | 0                              |
| 18.                            | 12.03.2011                     | Narodowy Stadion Rugby, Gdynia           | Belgia                         | 28:21                          | 0                              |
| 19.                            | 16.04.2011                     | Stadion Suche Stawy, Kraków              | Holandia                       | 32:18                          | 5 (P)                          |
| 20.                            | 15.10.2011                     | Stadion Sandecji, Nowy Sącz              | Czechy                         | 20:13                          | 0                              |
| 21.                            | 12.11.2011                     | Stadion Dinamo, Kiszyniów                | Mołdawia                       | 17:17                          | 0                              |
| 22.                            | 19.11.2011                     | Stadion MOSiR, Gdańsk                    | Niemcy                         | 34:8                           | 0                              |
| 23.                            | 7.04.2012                      | Stadion Króla Baudouina I (A2), Bruksela | Belgia                         | 13:20                          | 0                              |
| 24.                            | 21.04.2012                     | Nationaal Rugby Centrum, Amsterdam       | Holandia                       | 32:19                          | 5 (P)                          |
| 25.                            | 6.10.2012                      | Stadion Josefa Kohouta, Říčany           | Czechy                         | 29:3                           | 0                              |
| 26.                            | 3.11.2012                      | Stadion MOSiR, Gdańsk                    | Niemcy                         | 22:13                          | 0                              |
| 27.                            | 30.03.2013                     | Narodowy Stadion Rugby, Gdynia           | Ukraina                        | 13:12                          | 0                              |
| 28.                            | 13.04.2013                     | Stadion Dinamo, Kiszyniów                | Mołdawia                       | 20:24                          | 0                              |
| 29.                            | 1.06.2013                      | Korsängens IP, Enköping                  | Szwecja                        | 11:19                          | 0                              |
| 30.                            | 7.09.2013                      | Stadion Polonii, Warszawa                | Szwecja                        | 30:9                           | 0                              |

## Życie prywatne
- Ma córkę Zuzannę[13].
- Był studentem łódzkiej Wyższej Szkoły Informatyki, która objęła go umową sponsorską[10].